# Estadio Kiryat Eliezer
El Kiryat Eliezer Stadium fue un estadio de fútbol ubicado en la ciudad de Haifa, Israel. Es el campo de los clubes Maccabi Haifa y Hapoel Haifa, que disputan la Liga Premier de fútbol. El estadio cuenta con capacidad para 14.030 espectadores.
El Kiryat Eliezer cerró sus puertas en 2014 y fue demolido en 2015, construyéndose en su actual ubicación el nuevo y moderno Estadio Sammy Ofer.

## Antecedentes
El estadio fue construido en 1955, como un regalo de la Unión Italiana del Trabajo a la ciudad de Haifa. La propiedad del estadio pertenece a la Municipalidad de Haifa, a pesar de que es administrado por la organización denominada ETHOS (Organization para las Artes, Cultura y Deportes de Haifa). El estadio fue inaugurado el 24 de septiembre de 1955 con un derbi de Haifa, con Maccabi superando al Hapoel 4-1.
El estadio actualmente no cumple con los estándares de la UEFA para la disputa de partidos internacionales, obligando a los clubes de la ciudad de Haifa a disputar sus partidos por copas europeas en Tel-Aviv, por lo que se decidió demoler el estadio en 2015 para construir en esta misma ubicación el nuevo Estadio Sammy Ofer.